# Цончо Чапанов (връх)
Цончо Чапанов (на английски: Chapanov Peak) е частично свободен от лед връх, разположен на 600 m н.в. в хребета Метличина на Антарктическия полуостров, Антарктика.
Получава това име през 2012 г. в чест на метеоролога Цончо Чапанов (първия български учен, работил в Антарктика) през януари-април 1967 г. на съветската база Мирни. Решението е обнародвано с указ на президента на България от 31 май 2016 г.

## Описание
Върхът се намира на 1,95 km северозападно от нос Дирало, 2,58 km югоизточно от Захариев връх и 5,85 km западно от Калоянов връх в Поибренските възвишения. Издига се над ледника Пънчбоул на север-североизток и залива Борима на юг.

## Картографиране
Британско картографиране на върха от 1964 г.

## Карти
- Antarctic Digital Database (ADD). Scale 1:250000 topographic map. Scientific Committee on Antarctic Research (SCAR), 1993 – 2012.